# Gétigné
 Gétigné  es una población y comuna francesa, situada en la región de Países del Loira, departamento de Loira Atlántico, en el distrito de Nantes y cantón de Clisson.

## Geografía
Gétigné se sitúa a la orilla del río Sèvre Nantaise. Este río marca la frontera entre el departamento de Loira Atlántico y de Vandea, al oeste de la comuna. Al este, Gétigné tiene una frontera con el Maine y Loira.

### Comunas adyacentes
Gétigné comparte fronteras con Boussay y Clisson en Loira Atlántico, Cugand en Vandea y Sèvremoine en Maine y Loira.

## Historia

### Antigüedad
Gétigné se situaba en el país de los Pictos en la Aquitania segunda.

### Edad Media
La parroquia de Gétigné fue fundada en la Edad Media, alrededor del XII° siglo.

## Demografía
| 1946 | 2007 | 2274 | 2749 | 2912 | 3076 |
| Para los censos de 1962 a 1999 la población legal corresponde a la población sin duplicidades (Fuente: INSEE [Consultar]) |      |      |      |      |      |